# Ван де Гер, Сара Анна
Сара Анна ван де Гер (нидерл. Sara Anna van de Geer, род. 7 мая 1958, Лейден, Южная Голландия) — нидерландский учёный в области статистики, профессор математического факультета Швейцарской высшей технической школе Цюриха. Её научные интересы включают адаптивные оценочные функции, эмпирические процессы, энтропию, многомерные данные, непараметрические и полупараметрические модели, вероятностные неравенства в случайных процессах, M-оценочные функции.
Сара ван де Геер окончила магистратуру в 1982 году и защитила диссертацию доктора философии в 1987 году по теме «Регрессионный анализ и эмпирический процесс» под руководством Виллема Рутгера ван Звета и Ричарда Дэвида Гилла. Она работала на преподавательских и исследовательских должностях в Тилбургском университете (1982—1983), Центре математики и информатики (1983—1987, 1988—1989), Бристольском университете (1987—1988), Утрехтском университете (1989—1990), Лейденском университете (1990—1997, 1999—2005), Тулузском университете имени Поля Сабатье (1997—1999) и Швейцарской высшей технической школе Цюриха (с 2005). С 1996 по 2016 под её руководством защитились по крайней мере 13 аспирантов.
Ван де Геер — президент Общества математической статистики и вероятности имени Бернулли (2015—2017), приглашённый докладчик Международного конгресса математиков (2010), получатель Премии ван Вейнгаардена (2016), избранный член Международного статистического института и Института математической статистики, академик немецкой Леопольдины и член-корреспондент нидерландской Королевской академии наук и искусств.